# Martín Krause
Martín Krause (Buenos Aires, 1952) es un profesor de economía, columnista y escritor argentino. Es miembro de la Sociedad Mont Pelerin y es docente y académico del Instituto Catón de Estados Unidos, uno de los think tanks liberales más importantes del mundo.

## Biografía
Krause se graduó como Doctor en Administración en 1978 de la Universidad Católica de La Plata. Se dedica principalmente a las tareas académicas y de consultoría en el ámbito de la economía. En 1998 resultó electo por concurso Profesor Titular de Economía de la Facultad de Derecho y Ciencias Sociales de la Universidad de Buenos Aires. Es también profesor en la Facultad de Ciencias Económicas de esa misma universidad y profesor visitante de la Universidad Francisco Marroquín. Fue profesor y rector de la escuela de posgrado ESEADE desde el 2002 hasta el 2006.

### Campaña de Javier Milei
En 2023 aceptó la propuesta de ser secretario de educación en un posible gobierno de Javier Milei cuando este se postuló para la campaña.A pesar de esto, finalmente el puesto fue ocupado por Carlos Torrendell.

## Pensamiento
Es un defensor del sistema de vouchers educativos propuesto por su candidato,sistema que propone desde 1994 cuando participó en un debate sobre la Ley Federal de Educación en 1994.Krause tiene una postura en contra de la obligatoriedad de la educación, ya que piensa que el “derecho” a aprender es la libertad de hacerlo o no, y de hacerlo del modo que el ciudadano estime más conveniente.
Ha declarado que la escuela actual busca imponer al estudiante un contenido posmarxista o populista de izquierda.

## Controversias
Durante un debate sobre temas educativos, declaró que si la Gestapo hubiera sido argentina, hubiera matado a muchos menos judíos debido a que hubiera habido coimas, ineficiencias y se hubieran quedado dormidos.Posteriormente Milei lo defendería, declarando que los opositores se estaban montando a la cancelación de un hombre intachable en un país «repleto de corruptos, delincuentes y asesinos» por una frase desafortunada por la que se disculpó.Esta declaración le valió la condena de la DAIA por "banalizar el holocausto".

## Obra
- La economía explicada a mis hijos
- Borges y la economía

## Distinciones y condecoraciones
- Premio Anual de la Academia de Ciencias de la Ciudad de Buenos Aires (2007)[2]